# Estatuto do Índio
O Estatuto do Índio é a lei brasileira de número 6 001, que dispõe sobre as relações do estado e da sociedade com os povos indígenas. Essa lei entrou em vigor em 1973. O Estatuto do Índio segue o mesmo conceito do Código Civil Brasileiro de 1916 e considera os povos indígenas como "relativamente incapazes", sendo tutelados por um órgão estatal, no caso a FUNAI (Fundação Nacional do Índio), até sua integração na sociedade nacional. Em seu primeiro artigo, a lei estabelece: "Esta Lei regula a situação jurídica dos índios ou silvícolas e das comunidades indígenas, com o propósito de preservar a sua cultura e integrá-los, progressiva e harmoniosamente, à comunhão nacional". (Artigo 1o. da Lei 6.001/1973).

## O Estatuto do Índio e a Constituição de 1988
A Constituição de 1988 dá um novo tratamento aos povos indígenas: reconhece sua identidade cultural própria e diferenciada (organização social, costumes, línguas, crenças e tradições), assegurando o direito de permanecerem como índios e explicita como direito originário (que antecede a criação do estado) o usufruto das terras que tradicionalmente ocupam. Segundo a constituição, cabe ao Estado zelar pelo reconhecimento destes direitos por parte da sociedade.  O papel do estado passa, então, da tutela de pessoas para a tutela de direitos.
Diante desta mudança, tornou-se necessária a revisão do Estatuto do Índio. Neste sentido, foram apresentados na Câmara Federal três projetos de lei: um de autoria do Poder Executivo e outros dois de autoria de organizações não governamentais. A partir de 1992, criou-se, na câmara, uma comissão especial para examinar o assunto.  Em junho de 1994, esta comissão aprovou um substitutivo  que disciplina o Estatuto das Sociedades Indígenas. Entretanto, antes de seguir para o Senado, em dezembro do mesmo ano, após as eleições presidenciais, parlamentares entraram com um recurso para que o projeto fosse submetido ao plenário da Câmara. Desde então, encontra-se paralisado.  A revisão do Estatuto do Índio é uma das principais demandas dos povos indígenas hoje no Brasil, ao lado da demarcação das suas terras.

## Classificação do Índio segundo o Estatuto
O artigo 4o do Estatuto do Índio classifica os índios segundo seu grau de integração à sociedade:
"I - Isolados- Quando vivem em grupos desconhecidos ou de que se possuem poucos e vagos informes através de contatos eventuais com elementos da comunhão nacional;
II - Em vias de integração - Quando, em contato intermitente ou permanente com grupos estranhos, conservem menor ou maior parte das condições de sua vida nativa, mas aceitam algumas práticas e modos de existência comuns aos demais setores da comunhão nacional, da qual vão vez mais para o próprio sustento;
III - Integrados- Quando incorporados à comunhão nacional e reconhecidos no pleno exercício dos direitos civis, ainda que conservem usos, costumes e tradições característicos da sua cultura."